# Frauenfußball Universitätssportverein Jena 2013-2014
Questa voce raccoglie le informazioni riguardanti la sezione di calcio femminile del Frauenfußball Universitätssportverein Jena nelle competizioni ufficiali della stagione 2013-2014.

## Divise e sponsor
Il main sponsor era UNI Jena, quello tecnico, fornitore delle tenute da gioco, Adidas.
|  | Casa | Trasferta |

## Organigramma societario
Tratto dal della Federcalcio tedesca (DFB)
Area tecnica
- Allenatore: Daniel Kraus
- Allenatore in seconda: Katja Greulich
- Allenatore dei portieri: Bernd Lindrath
- Fisioterapista: Juliane Hannott

## Rosa
Rosa, ruoli e numeri di maglia come da sito DFB.
| N. |                          | Ruolo | Calciatrice                   |
| -- | ------------------------ | ----- | ----------------------------- |
| 1  | Germania (bandiera)      | P     | Klara Muhle                   |
| 2  | Nuova Zelanda (bandiera) | D     | Ria Percival                  |
| 3  | Nuova Zelanda (bandiera) | D     | Abby Erceg                    |
| 4  | Germania (bandiera)      | D     | Lina Hausicke                 |
| 5  | Germania (bandiera)      | D     | Jofie Stübing                 |
| 6  | Germania (bandiera)      | D     | Susanne Utes                  |
| 7  | Germania (bandiera)      | A     | Sabrina Schmutzler (capitano) |
| 8  | Germania (bandiera)      | D     | Sara Löser                    |
| 8  | Germania (bandiera)      | C     | Anja Heuschkel                |
| 9  | Svizzera (bandiera)      | A     | Lara Keller                   |
| 10 | Nuova Zelanda (bandiera) | A     | Amber Hearn                   |
| 11 | Canada (bandiera)        | A     | Christina Julien              |
| 12 | Germania (bandiera)      | P     | Franziska Ippensen            |
| 15 | Germania (bandiera)      | C     | Vannesa Müller                |

| N. |                     | Ruolo | Calciatrice        |
| -- | ------------------- | ----- | ------------------ |
| 17 | Germania (bandiera) | C     | Lisa Seiler        |
| 18 | Germania (bandiera) | C     | Vivien Beil        |
| 19 | Croazia (bandiera)  | C     | Iva Landeka        |
| 20 | Germania (bandiera) | C     | Louisa Lagaris     |
| 21 | Germania (bandiera) | C     | Maxi Krug          |
| 21 | Germania (bandiera) | A     | Sabine Treml       |
| 22 | Germania (bandiera) | C     | Madlen Frank       |
| 23 | Germania (bandiera) | D     | Laura Brosius      |
| 25 | Germania (bandiera) | C     | Maxi Lehnard       |
| 28 | Germania (bandiera) | D     | Marie Luise Ludwig |
| 28 | Germania (bandiera) | C     | Julia Rößner       |
| 30 | Svizzera (bandiera) | P     | Stenia Michel      |
| 31 | Germania (bandiera) | C     | Julia Arnold       |
| 33 | Germania (bandiera) | D     | Carolin Schiewe    |

## Calciomercato

### Sessione estiva
| Acquisti | Acquisti           | Acquisti               | Acquisti                        |
| R.       | Nome               | da                     | Modalità                        |
| -------- | ------------------ | ---------------------- | ------------------------------- |
| P        | Stenia Michel      | Zurigo                 | definitivo                      |
| D        | Abby Erceg         | Adelaide United        | definitivo                      |
| D        | Marie Luise Ludwig | Jena II                | aggregata dalla squadra riserve |
| C        | Madlen Frank       | Jena II                | aggregata dalla squadra riserve |
| C        | Lara Keller        | Gütersloh              | definitivo                      |
| C        | Maxi Krug          | Jena [Primavera B (F)] | aggregata dalle giovanili       |
| C        | Vanessa Müller     | Turbine Potsdam II     | definitivo                      |

| Cessioni | Cessioni             | Cessioni      | Cessioni                       |
| R.       | Nome                 | a             | Modalità                       |
| -------- | -------------------- | ------------- | ------------------------------ |
| P        | Katja Schroffenegger | Bayern Monaco | definitivo                     |
| C        | Karoline Heinze      | UCF Knights   | definitivo                     |
| C        | Magdalena Jakober    | Jena II       | aggregata alla squadra riserve |
| C        | Sabine Treml         | Jena II       | aggregata alla squadra riserve |
| A        | Safi Nyembo          | FFV Lipsia II | definitivo                     |

### Sessione invernale
| Acquisti | Acquisti         | Acquisti    | Acquisti   |
| R.       | Nome             | da          | Modalità   |
| -------- | ---------------- | ----------- | ---------- |
| A        | Christina Julien | Perth Glory | definitivo |

| Cessioni         | Cessioni   | Cessioni      | Cessioni   |
| R.               | Nome       | a             | Modalità   |
| ---------------- | ---------- | ------------- | ---------- |
|                  |            |               |            |
| Altre operazioni |            |               |            |
| R.               | Nome       | da            | Modalità   |
| D                | Abby Erceg | Chicago Stars | definitivo |

## Risultati

### Frauen-Bundesliga

#### Girone di andata
| Arbitro: | Hussein (Bad Harzburg) |

|            |           |              |
| Mjelde 53’ | Marcatori | 42’ Percival |

| Arbitro: | Illing (Limbach-Oberfrohna) |

|           |           |            |
| Hearn 88’ | Marcatori | 40’ Keßler |

| Arbitro: | Haider (Roth) |

|                     |           |  |
| Däbritz 1’ Abbé 81’ | Marcatori |  |

| Arbitro: | Derlin (Bad Schwartau) |

|                       |           |  |
| Landeka 19’ Hearn 73’ | Marcatori |  |

| Arbitro: | Wozniak (Herne) |

|  |           |                           |
|  | Marcatori | 6’ Landeka 50’, 71’ Hearn |

| Arbitro: | Appelmann (Alzey) |

|                      |           |                                     |
| Erceg 24’ Arnold 42’ | Marcatori | 43’ Alushi 55’ Šašić 60’ Garefrekes |

| Arbitro: | Lohmeyer (Holtland) |

|                                           |           |  |
| Brooks 22’ Hagen 29’, 45’, 88’ Schone 52’ | Marcatori |  |

| Arbitro: | Wolk (Worms) |

|                |           |  |
| Hearn 35’, 49’ | Marcatori |  |

| Arbitro: | Müller-Schmäh (Potsdam) |

|                         |           |  |
| Seiler 19’ Percival 90’ | Marcatori |  |

| Arbitro: | Baitinger (Friesenheim) |

|                                 |           |  |
| Groenen 2’ Martens 58’ Nati 68’ | Marcatori |  |

| Arbitro: | Schultz (Wolfsburg) |

|                                                |           |                   |
| Landeka 15’, 78’ (rig.) Schiewe 35’ Seiler 80’ | Marcatori | 60’ (rig.) Demann |

#### Girone di ritorno
| Arbitro: | Wozniak (Herne) |

|  |           |                     |
|  | Marcatori | 3’ Šimić 56’ Añonma |

| Arbitro: | Müller-Schmäh (Potsdam) |

|                                  |           |                        |
| Müller 28’ Popp 35’ Goeßling 80’ | Marcatori | 84’ Arnold 87’ Schiewe |

| Arbitro: | Stolz (Pritzwalk) |

|                     |           |                             |
| Hearn 21’ Erceg 61’ | Marcatori | 1’ Leupolz 74’ (rig.) Maier |

| Arbitro: | Söder (Norimberga) |

|              |           |                                                        |
| Dallmann 55’ | Marcatori | 9’, 83’ Julien 39’ Erceg 67’ Löser 74’ Treml 80’ Hearn |

| Arbitro: | Müller-Schmäh (Potsdam) |

|                              |           |  |
| Hearn 21’ Schiewe 43’ (rig.) | Marcatori |  |

| Arbitro: | Biehl (Siesbach) |

|                                    |           |          |
| Kuznik 4’ Garefrekes 10’ Šašić 13’ | Marcatori | 7’ Erceg |

| Arbitro: | Illing (Limbach-Oberfrohna) |

|                      |           |                        |
| Schiewe 5’ Treml 89’ | Marcatori | 35’ Beckmann 44’ Bürki |

| Arbitro: | Wozniak (Herne) |

|  |           |           |
|  | Marcatori | 26’ Erceg |

| Arbitro: | Biehl (Siesbach) |

|               |           |           |
| Böhringer 16’ | Marcatori | 87’ Hearn |

| Arbitro: | Söder (Norimberga) |

|            |           |         |
| Arnold 88’ | Marcatori | 6’ Nati |

| Arbitro: | Rafalski (Baunatal) |

|                      |           |                  |
| Schneider 84’ (rig.) | Marcatori | 28’ (rig.) Muhle |

### DFB-Pokal der Frauen
| Arbitro: | Stolz (Pritzwalk) |

|  |           | |
|  | Marcatori | 2’, 13’, 76’, 85’ Hearn 6’ Percival 17’ Schmutzler 25’ (rig.) Schiewe 33’, 60’ Landeka 51’, 70’ Krug |

| Arbitro: | Wozniak (Herne) |

|               |           |                                                         |
| Liedmeier 82’ | Marcatori | 18’ (rig.) Schiewe 19’ Percival 59’ Landeka 85’ Lagaris |

| Arbitro: | Kurtes (Düsseldorf) |

|              |           |                                |
| Van Eyck 72’ | Marcatori | 77’ Landeka 87’ (rig.) Schiewe |

| Arbitro: | Hussein (Bad Harzburg) |

|  |           |                   |
|  | Marcatori | 1’ Mauro 82’ Veth |

## Statistiche

### Statistiche di squadra
| Competizione         | Punti | In casa | In casa | In casa | In casa | In casa | In casa | In trasferta | In trasferta | In trasferta | In trasferta | In trasferta | In trasferta | Totale | Totale | Totale | Totale | Totale | Totale | DR  |
| Competizione         | Punti | G       | V       | N       | P       | Gf      | Gs      | G            | V            | N            | P            | Gf           | Gs           | G      | V      | N      | P      | Gf     | Gs     | DR  |
| -------------------- | ----- | ------- | ------- | ------- | ------- | ------- | ------- | ------------ | ------------ | ------------ | ------------ | ------------ | ------------ | ------ | ------ | ------ | ------ | ------ | ------ | --- |
| Frauen-Bundesliga    | 31    | 11      | 5       | 4       | 2       | 20      | 12      | 11           | 3            | 3            | 5            | 16           | 20           | 22     | 8      | 7      | 7      | 36     | 32     | +4  |
| DFB-Pokal der Frauen | -     | 1       | 0       | 0       | 1       | 0       | 2       | 3            | 3            | 0            | 0            | 17           | 2            | 4      | 3      | 0      | 1      | 17     | 4      | +13 |
| Totale               | -     | 12      | 6       | 4       | 2       | 20      | 14      | 14           | 6            | 3            | 5            | 33           | 22           | 26     | 11     | 7      | 8      | 53     | 36     | +17 |

### Andamento in campionato
| Giornata  | 1 | 2  | 3  | 4 | 5 | 6 | 7 | 8 | 9 | 10 | 11 | 12 | 13 | 14 | 15 | 16 | 17 | 18 | 19 | 20 | 21 | 22 |
| --------- | - | -- | -- | - | - | - | - | - | - | -- | -- | -- | -- | -- | -- | -- | -- | -- | -- | -- | -- | -- |
| Luogo     | T | C  | T  | C | T | C | T | C | C | T  | C  | C  | T  | C  | T  | C  | T  | C  | T  | T  | C  | T  |
| Risultato | N | N  | P  | V | V | P | P | V | V | P  | V  | P  | P  | N  | V  | V  | P  | N  | V  | N  | N  | N  |
| Posizione | 9 | 10 | 10 | 7 | 6 | 7 | 7 | 6 | 5 | 5  | 5  | 5  | 6  | 6  | 5  | 5  | 5  | 5  | 5  | 5  | 5  | 5  |

Legenda:

Luogo: C = Casa; T = Trasferta. Risultato: V = Vittoria; N = Pareggio; P = Sconfitta.

### Statistiche delle giocatrici
| Giocatore     | Frauen-Bundesliga | Frauen-Bundesliga | Frauen-Bundesliga | Frauen-Bundesliga | DFB-Pokal der Frauen | DFB-Pokal der Frauen | DFB-Pokal der Frauen | DFB-Pokal der Frauen | Totale   | Totale | Totale      | Totale     |
| Giocatore     | Presenze          | Reti              | Ammonizioni       | Espulsioni        | Presenze             | Reti                 | Ammonizioni          | Espulsioni           | Presenze | Reti   | Ammonizioni | Espulsioni |
| ------------- | ----------------- | ----------------- | ----------------- | ----------------- | -------------------- | -------------------- | -------------------- | -------------------- | -------- | ------ | ----------- | ---------- |
| J. Arnold     | 22                | 3                 | 1                 | 0                 | 4                    | 0                    | 0                    | 0                    | 26       | 3      | 1           | 0          |
| V. Beil       | 10                | 0                 | 2                 | 0                 | 4                    | 0                    | 0                    | 0                    | 14       | 0      | 2           | 0          |
| L. Brosius    | 22                | 0                 | 0                 | 0                 | 4                    | 0                    | 1                    | 0                    | 26       | 0      | 1           | 0          |
| A. Erceg      | 19                | 5                 | 1                 | 0                 | 3                    | 0                    | 1                    | 0                    | 22       | 5      | 2           | 0          |
| M. Frank      | 1                 | 0                 | 0                 | 0                 | -                    | -                    | -                    | -                    | 1        | 0      | 0           | 0          |
| L. Hausicke   | 1                 | 0                 | 0                 | 0                 | -                    | -                    | -                    | -                    | 1        | 0      | 0           | 0          |
| A. Hearn      | 21                | 10                | 0                 | 0                 | 4                    | 4                    | 1                    | 0                    | 25       | 14     | 1           | 0          |
| K. Heinze     | -                 | -                 | -                 | -                 | -                    | -                    | -                    | -                    | -        | -      | -           | -          |
| A. Heuschkel  | 1                 | 0                 | 0                 | 0                 | -                    | -                    | -                    | -                    | 1        | 0      | 0           | 0          |
| F. Ippensen   | 0                 | 0                 | 0                 | 0                 | 1                    | 0                    | 0                    | 0                    | 1        | 0      | 0           | 0          |
| C. Julien     | 12                | 2                 | 1                 | 0                 | -                    | -                    | -                    | -                    | 12       | 2      | 1           | 0          |
| L. Keller     | 1                 | 0                 | 0                 | 0                 | -                    | -                    | -                    | -                    | 1        | 0      | 0           | 0          |
| M. Krug       | 3                 | 0                 | 0                 | 0                 | 1                    | 2                    | 0                    | 0                    | 4        | 2      | 0           | 0          |
| L. Lagaris    | 21                | 0                 | 0                 | 0                 | 3                    | 1                    | 0                    | 0                    | 24       | 1      | 0           | 0          |
| I. Landeka    | 22                | 4                 | 4                 | 0                 | 4                    | 4                    | 0                    | 0                    | 26       | 8      | 4           | 0          |
| M. Lehnard    | 1                 | 0                 | 0                 | 0                 | 1                    | 0                    | 0                    | 0                    | 2        | 0      | 0           | 0          |
| S. Löser      | 20                | 1                 | 2                 | 0                 | 3                    | 0                    | 1                    | 0                    | 23       | 1      | 3           | 0          |
| M.L. Ludwig   | 0                 | 0                 | 0                 | 0                 | -                    | -                    | -                    | -                    | 0        | 0      | 0           | 0          |
| S. Michel     | 21                | -31               | 0                 | 0                 | 3                    | -4                   | 0                    | 0                    | 24       | -35    | 0           | 0          |
| K. Muhle      | 1                 | -1; 1             | 0                 | 0                 | 0                    | 0                    | 0                    | 0                    | 1        | -1     | 0           | 0          |
| V. Müller     | 11                | 0                 | 1                 | 0                 | 2                    | 0                    | 0                    | 0                    | 13       | 0      | 1           | 0          |
| R. Percival   | 19                | 2                 | 4                 | 0                 | 4                    | 2                    | 0                    | 0                    | 23       | 4      | 4           | 0          |
| J. Rößner     | 1                 | 0                 | 0                 | 0                 | 0                    | 0                    | 0                    | 0                    | 1        | 0      | 0           | 0          |
| L. Seiler     | 15                | 2                 | 1                 | 0                 | 3                    | 0                    | 0                    | 0                    | 18       | 2      | 1           | 0          |
| C. Schiewe    | 22                | 4                 | 1                 | 0                 | 4                    | 3                    | 2                    | 0                    | 26       | 7      | 3           | 0          |
| S. Schmutzler | 2                 | 0                 | 0                 | 0                 | 1                    | 1                    | 0                    | 0                    | 3        | 1      | 0           | 0          |
| J. Stübing    | -                 | -                 | -                 | -                 | -                    | -                    | -                    | -                    | -        | -      | -           | -          |
| S. Treml      | 9                 | 2                 | 0                 | 0                 | -                    | -                    | -                    | -                    | 9        | 2      | 0           | 0          |
| S. Utes       | 16                | 0                 | 4                 | 1                 | 4                    | 0                    | 0                    | 0                    | 20       | 0      | 4           | 1          |